# Ітогли
Іт-оґли (Іт-оба, Ітлар, Ітларева чадь) (тюрк. It-oġli, It-oba, Itlär), (перс. ايتبا - ’ytbâ = itoba) (перс. ات اوغلى - ’wġly)  — половецьке плем'я. Кочували на Південному Бугові, мали зимовики по середній, а літники - по нижній течії річки.

## Етимологія
Від тюркського ijt (собака). Ймовірно, тотемом цього племені була собака.

## Хани
- Тоглій
- Бокміш